# Kolofon

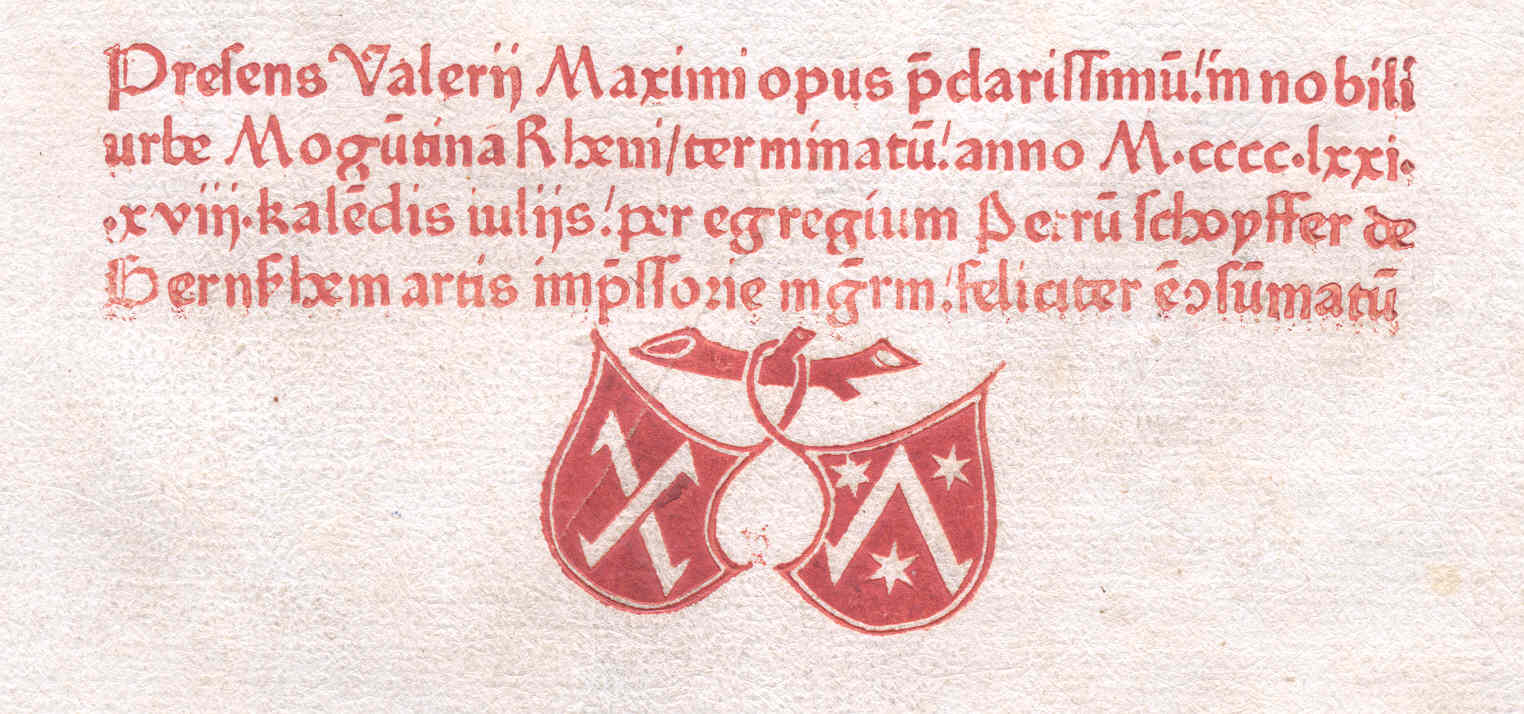
Kolofon z roku 1471 tiskaře Petra Schöffera

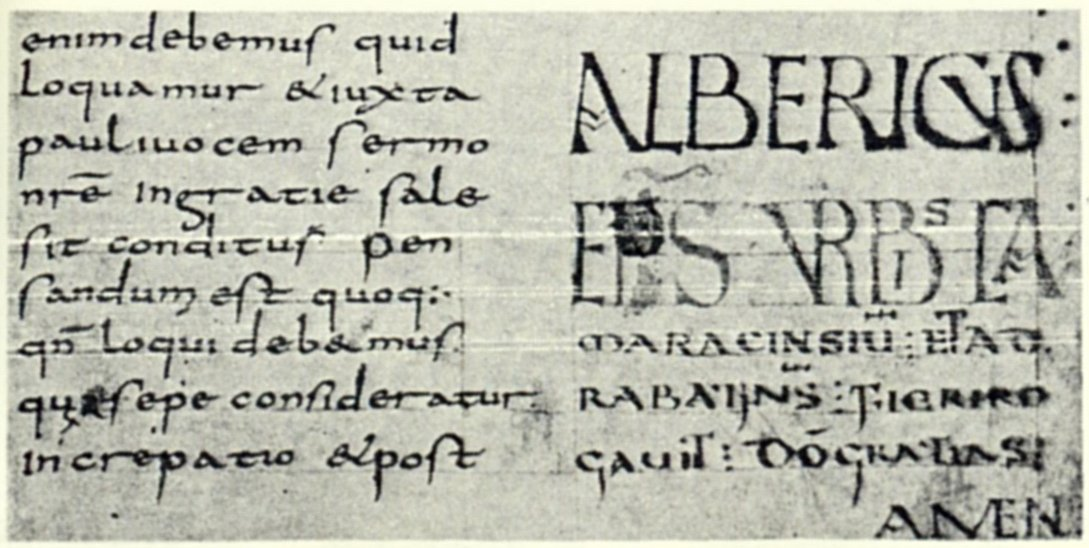
Kolofon rukopisu z 8. století

Kolofon (z řec. kolofón, vrcholek, dovršení) je krátký text umístěný na samém konci knihy. Obsahuje obvykle jméno autora a název díla, místo a datum dokončení knihy, poděkování a někdy i jméno písaře nebo tiskaře.

## Význam a historie
Starověké svitky ani středověké rukopisné kodexy neměly titulní stranu a začínaly buď přímo textem nebo jednoduchým nadpisem, v latině často slovy Incipit liber... („Začíná kniha...“). Jméno autora a název knihy, případně modlitba a jméno písaře, se u zvlášť významných rukopisů přidávaly v samém závěru knihy a nazývaly se „kolofon“ nebo „explicit“. Význam těchto informací vzrostl s vynálezem knihtisku a vznikem obchodu s knihami. Stručný kolofon v knize mohučského tiskaře Petra Schöffera z roku 1471, vytištěný červenou barvou, je na obrázku. V českém překladu zní: Toto slavné dílo Valeria Maxima bylo dokončeno ve vznešeném městě Mohuč na Rýně roku 1471, 18. dne červencových kalend. Bylo šťastně zakončeno panem Petrem Schöfferem z Gernsheimu, mistrem tiskařského umění.
Zhruba kolem roku 1500 se zavádějí titulní stránky, ale kolofony se vyskytují až do 18. století. Moderní obdobou kolofonu je tiráž umístěná na poslední stránce knihy. 